# Melodifestivalen 2014
Melodifestivalen 2014 es la 53.ª edición de la selección de la canción sueca para participar en el Festival de la Canción de Eurovisión 2014. La final se celebró el 8 de marzo de 2014 en el Friends Arena de Estocolmo, alzándose con la victoria Sanna Nielsen, en su séptimo intento por vencer en el concurso.

## Estructura
Como en los 13 años anteriores, la competición consiste en cuatro semifinales, una ronda de Segunda Oportunidad o Andra Chansen y una final. En total compiten 32 canciones aspirantes divididas entre las cuatro semifinales, 8 por semifinal. En cada una, las canciones clasificadas en primer y segundo lugar pasan directamente a la final. La tercera y la cuarta pasan a la Segunda Oportunidad, y las otras cuatro son eliminadas de la competición. Más tarde las dos canciones mejor clasificadas de la Segunda Oportunidad se unirán a las ocho finalistas anteriores formando un total de 10 canciones para la final, cuya ganadora será la representante de Suecia en el Festival de la Canción de Eurovisión 2014.
Como en 2013, la mitad de las participaciones fueron escogidas por un jurado de selección entre todas las canciones enviadas, mientras que la otra mitad consistió en invitaciones directas de la SVT. Una nueva regla debutó en esta edición de 2014 estipulando que al menos el 20% de las canciones seleccionadas debían ser compuestas en todo o en parte por mujeres.

## Semifinales
Las cuatro semifinales tienen lugar en Malmö (Malmö Arena, 1 de febrero), Linköping (Cloetta Center, 8 de febrero), Gotemburgo (Scandinavium, 15 de febrero) y Örnsköldsvik (Fjällräven Center, 22 de febrero). La Segunda Oportunidad tiene lugar en el Sparbanken Lidköping Arena de Lidköping el 1 de marzo, y la final en el Friends Arena de Solna, Estocolmo el 8 de marzo.

### 1.ª Semifinal: Malmö
| # | Artista            | Canción                           | Texto (t) / Música (m)                                              | Votos   | Votos   | Votos   | Posición | Resultado     |
| # | Artista            | Canción                           | Texto (t) / Música (m)                                              | Ronda 1 | Ronda 2 | Total   | Posición | Resultado     |
| - | ------------------ | --------------------------------- | ------------------------------------------------------------------- | ------- | ------- | ------- | -------- | ------------- |
| 1 | YOHIO              | "To the End" (Hasta el final)     | Andreas Johnson, Johan Lyander, Peter Kvint, YOHIO                  | 55,826  | 61,393  | 117,219 | 1        | Final         |
| 2 | Mahan Moin         | "Aleo"                            | Mahan Moin, Anderz Wrethov                                          | 6,943   | —       | 6,943   | 7        | Eliminado     |
| 3 | Linus Svenning     | "Bröder" (Hermano)                | Fredrik Kempe                                                       | 29,464  | 31,268  | 60,732  | 4        | Andra Chansen |
| 4 | Elisa Lindström    | "Casanova"                        | Ingela "Pling" Forsman, Bobby Ljunggren, Jimmy Jansson              | 18,143  | 19,171  | 37,314  | 5        | Eliminado     |
| 5 | Álvaro Estrella    | "Bedroom" (Habitación)            | Jakke Erixson, Jon Bordon, Loren Francis, Kristofer Östergren       | 14,386  | —       | 14,386  | 6        | Eliminado     |
| 6 | Ellen Benediktson  | "Songbird" (Pájaro cantor)        | Sharon Vaughn, Johan Fransson, Tim Larsson, Tobias Lundgren         | 43,619  | 55,825  | 99,444  | 2        | Final         |
| 7 | Sylvester Schlegel | "Bygdens son" (El son del barrio) | Sylvester Schlegel                                                  | 5,934   | —       | 5,934   | 8        | Eliminado     |
| 8 | Helena Paparizou   | "Survivor" (Superviviente)        | Bobby Ljunggren, Henrik Wikström, Karl-Ola Kjellholm, Sharon Vaughn | 32,141  | 38,297  | 70,438  | 3        | Andra Chansen |

### 2.ª Semifinal: Linköping
| # | Artista             | Canción                                                   | Texto (t) / Música (m)                                                        | Votos   | Votos   | Votos   | Posición | Resultado     |
| # | Artista             | Canción                                                   | Texto (t) / Música (m)                                                        | Ronda 1 | Ronda 2 | Total   | Posición | Resultado     |
| - | ------------------- | --------------------------------------------------------- | ----------------------------------------------------------------------------- | ------- | ------- | ------- | -------- | ------------- |
| 1 | J.E.M.              | "Love Trigger" (El disparador del amor)                   | Thomas G:son, Peter Boström, Julimar "J-Son" Santos                           | 18,790  | 26,872  | 45,662  | 4        | Andra Chansen |
| 2 | The Refreshments    | "Hallellujah" (Aleluya)                                   | Joakim Arnell                                                                 | 18,417  | 19,234  | 37,651  | 5        | Eliminado     |
| 3 | Manda               | "Glow" (Brillar)                                          | Joy Deb, Linnea Deb, Melanie Wehbe, Charlie Mason                             | 10,964  | —       | 10,964  | 8        | Eliminado     |
| 4 | Panetoz             | "Efter solsken" (Tras la luz del sol)                     | Johan Hirvi, Mats Lie Skåre, Nebeyu Baheru, Njol Badjie, Pa Modou Badjie      | 25,986  | 31,415  | 57,401  | 2        | Final         |
| 5 | Pink Pistols        | "I am Somebody" (Yo soy alguien)                          | Joakim Törnqvist, Nestor Geli, Per Ivar Hed, Susie Päivärinta, Tord Bäckström | 11,435  | —       | 11,435  | 7        | Eliminado     |
| 6 | Sanna Nielsen       | "Undo" (Deshacer)                                         | Fredrik Kempe, David Kreuger, Hamed "K-One" Pirouzpanah                       | 52,542  | 57,050  | 109,592 | 1        | Final         |
| 7 | Little Great Things | "Set Yourself Free" (Libérate)                            | Charlie Grönvall, Cristoffer Wernqvist, Felix Grönvall, Adam Dahlström        | 15,183  | —       | 15,183  | 6        | Eliminado     |
| 8 | Martin Stenmarck    | "När änglarna går hem" (Cuando los ángeles se van a casa) | Andreas Öhrn, Alexander Bard, Martin Stenmarck, Peter Boström                 | 20,981  | 30,916  | 51,897  | 3        | Andra Chansen |

### 3.ª Semifinal: Gotemburgo
| # | Artista                     | Canción                                      | Texto (t) / Música (m)                                              | Votos   | Votos   | Votos  | Posición | Resultado     |
| # | Artista                     | Canción                                      | Texto (t) / Música (m)                                              | Ronda 1 | Ronda 2 | Total  | Posición | Resultado     |
| - | --------------------------- | -------------------------------------------- | ------------------------------------------------------------------- | ------- | ------- | ------ | -------- | ------------- |
| 1 | Outtrigger                  | "Echo" (Eco)                                 | Joy Deb, Linnéa Deb, Anton Malmberg Hård af Segerstad, Outtrigger   | 18,713  | 19,873  | 38,586 | 4        | Andra Chansen |
| 2 | EKO                         | "Red" (Rojo)                                 | Joy Deb, Linnéa Deb, Anna Lidman, Hannes Lundberg, Michael Ottosson | 9,053   | —       | 9,053  | 8        | Eliminado     |
| 3 | Oscar Zia                   | "Yes We Can" (Sí podemos)                    | Fredrik Kempe, David Kreuger, Hamed "K-One" Pirouzpanah             | 29,790  | 30,945  | 60,735 | 1        | Final         |
| 4 | Shirley Clamp               | "Burning Alive" (Ardiendo en vida)           | Bobby Ljunggren, Marcos Ubeda, Sharon Vaughn, Henrik Wikström       | 12,617  | —       | 12,617 | 6        | Eliminado     |
| 5 | State of Drama              | "All We Are" (Todo lo que somos)             | Göran Werner, Sanken Sandqvist, Emil Gullhamn, Sebastian Hallifax   | 24,262  | 18,581  | 42,843 | 3        | Andra Chansen |
| 6 | CajsaStina Åkerström        | "En enkel sång" (Una simple canción)         | CajsaStina Åkerström                                                | 10,789  | —       | 10,789 | 7        | Eliminado     |
| 7 | Ace Wilder                  | "Busy Doin' Nothin" (Ocupada sin hacer nada) | Ace Wilder, Joy Deb, Linnéa Deb                                     | 19,105  | 24,599  | 43,704 | 2        | Final         |
| 8 | Dr. Alban & Jessica Folcker | "Around the World" (Alrededor del mundo)     | Dr. Alban, Jakke Erixson, Karl-Ola Kjellholm                        | 18,041  | 19,689  | 37,730 | 5        | Eliminado     |

### 4.ª Semifinal: Örnsköldsvik
| # | Artista         | Canción                                              | Texto (t) / Música (m)                                          | Votos   | Votos   | Votos  | Posición | Resultado     |
| # | Artista         | Canción                                              | Texto (t) / Música (m)                                          | Ronda 1 | Ronda 2 | Total  | Posición | Resultado     |
| - | --------------- | ---------------------------------------------------- | --------------------------------------------------------------- | ------- | ------- | ------ | -------- | ------------- |
| 1 | Alcazar         | "Blame It On the Disco" (Échale la culpa al disco)   | Fredrik Kempe, David Kreuger, Hamid "K-One" Pirouzpanah         | 42,061  | 55,392  | 97,453 | 1        | Final         |
| 2 | I.D.A.          | "Fight Me If You Dare" (Lucha conmigo si te atreves) | Albin Nicklasson, Nicklas Laine, Louise Frick Sveen             | 10,578  | —       | 10,578 | 6        | Eliminado     |
| 3 | Janet Leon      | "Hollow" (Vacío)                                     | Karl-Ola Kjellholm, Jimmy Jansson, Louise Winter                | 8,307   | —       | 8,307  | 8°       | Eliminado     |
| 4 | Ammotrack       | "Raise Your Hands" (Levantad las manos)              | Jari Kujansuu, Thomas Johansson, Calle Kindbom, Mikael de Bruin | 20,425  | 21,202  | 41,627 | 4        | Andra Chansen |
| 5 | Josef Johansson | "Hela natten" (Toda la noche)                        | Peter Boström, Thomas G:son, Josef Johansson, Peo Thyrén        | 9,953   | —       | 9,953  | 7        | Eliminado     |
| 6 | Linda Bengtzing | "Ta mig" (Tómame)                                    | Nicke Borg, Jojo Borg Larsson                                   | 15,239  | 15,861  | 31,100 | 5        | Eliminado     |
| 7 | Ellinore Holmer | "En himmelsk sång" (Una canción celestial)           | Ellinore Holmer, Vanna Rosenberg, Åsa Schmalenbach y otros      | 21,411  | 24,465  | 45,876 | 3        | Andra Chansen |
| 8 | Anton Ewald     | "Natural"                                            | John Lundvik                                                    | 39,105  | 32,570  | 71,675 | 2        | Final         |

### Andra chansen: Lidköping
La ronda Andra chansen o de segunda oportunidad se celebrará el 1 de marzo en el Sparbanken Lidköping Arena de Lidköping.
Los ocho participantes actuarán en el orden determinado por los productores. La primera fase de votación será igual a la que se realiza en las cuatro semifinales. Los ocho candidatos cantarán y tras cerrar las líneas telefónicas tres quedarán eliminados y cinco pasarán a la siguiente ronda. 
Se volverán a abrir las líneas y se recordarán de nuevo los cinco temas que compiten. Una vez cerradas las líneas, de nuevo, se eliminará al menos votado de los cinco. Los cuatro que quedan, ahora sí, se enfrentarán en dos grandes duelos finales. En esta fase de los duelos, los marcadores comenzarán desde cero, no se acumularán las llamadas como sucede con la reapertura de líneas anterior. Además, en la fase final de los duelos, sólo se habilitarán los números para llamar por teléfono y votar por tu favorito, los SMS no serán habilitados en esta ocasión. Por último, las dos canciones ganadoras de los duelos clasificarán a la final.
| # | Artista          | Canción                                                   | Texto (t) / Música (m)                                              | Votos   | Votos   | Votos  | Posición | Resultado |
| # | Artista          | Canción                                                   | Texto (t) / Música (m)                                              | Ronda 1 | Ronda 2 | Total  | Posición | Resultado |
| - | ---------------- | --------------------------------------------------------- | ------------------------------------------------------------------- | ------- | ------- | ------ | -------- | --------- |
| 1 | Ammotrack        | Raise your hands (Levantad las manos)                     | Jari Kujansuu, Thomas Johansson, Calle Kindbom, Mikael de Bruin     | 16,998  | —       | 16,998 | 8        | Eliminado |
| 2 | Linus Svenning   | "Bröder" (Hermanos)                                       | Fredrik Kempe                                                       | 45,657  | 49,295  | 94,952 | 1        | Duelo 2   |
| 3 | J.E.M.           | "Love Trigger" (El disparador del amor)                   | Thomas G:son, Peter Boström, Julimar "J-Son" Santos                 | 28,626  | —       | 28,626 | 6        | Eliminado |
| 4 | State of Drama   | "All we are" (Todo lo que somos)                          | Göran Werner, Sanken Sandqvist, Emil Gullhamn, Sebastian Hallifax   | 29,352  | 22,150  | 51,502 | 5        | Eliminado |
| 5 | Ellinore Holmer  | "En himmelsk sång" (Una canción celestial)                | Ellinore Holmer, Vanna Rosenberg, Åsa Schmalenbach y otros          | 17,685  | —       | 17,685 | 7        | Eliminado |
| 6 | Martin Stenmarck | "När änglarna går hem" (Cuando los ángeles se van a casa) | Andreas Öhrn, Alexander Bard, Martin Stenmarck, Peter Boström       | 30,681  | 26,366  | 57,047 | 4        | Duelo 2   |
| 7 | Helena Paparizou | "Survivor" (Superviviente)                                | Bobby Ljunggren, Henrik Wikström, Karl-Ola Kjellholm, Sharon Vaughn | 47,161  | 44,411  | 91,572 | 2        | Duelo 1   |
| 8 | Outtrigger       | "Echo" (Eco)                                              | Joy Deb, Linnéa Deb, Anton Malmberg Hård af Segerstad, Outtrigger   | 33,876  | 27,083  | 60,959 | 3        | Duelo 1   |

### Batallas/Duelos
|      | Duelos                                  | Duelos                  |           |  | CLASIFICADOS                | CLASIFICADOS |  |
|      |                                         |                         |           |  |                             |              |  |
|      |                                         |                         |           |  |                             |              |  |
| (3°) | Outtrigger "Echo"                       | 51,627 Eliminado        |           |  |                             |              |  |
| (2°) | Helena Paparizou "Survivor"             | 123,859                 |           |  |                             |              |  |
|      |                                         |                         |           |  |                             |              |  |
|      |                                         |                         |           |  |                             |              |  |
|      |                                         |                         |           |  | Helena Paparizou "Survivor" | Finalista    |  |
|      |                                         | Linus Svenning "Bröder" | Finalista |  |                             |              |  |
|      |                                         |                         |           |  |                             |              |  |
|      |                                         |                         |           |  |                             |              |  |
|      |                                         |                         |           |  |                             |              |  |
|      |                                         |                         |           |  |                             |              |  |
| (1°) | Linus Svenning "Bröder"                 | 77,706                  |           |  |                             |              |  |
| (4°) | Martin Stenmarck "När änglarna går hem" | 71,844 Eliminado        |           |  |                             |              |  |

## Final
La final se celebró el 8 de marzo en el Friends Arena de Solna, Estocolmo. Ocho de los 10 finalistas procedían de las cuatro semifinales celebradas en distintos puntos de Suecia, mientras que los otros dos fueron los mejores posicionados del Andra Chansen y, a la vez, vencedores de los duelos.

El ganador fue elegido por una combinación de votos del público y 11 grupos de jurados internacionales. El público y el jurado tenían adjudicado un total de 473 puntos cada uno. Cada grupo de jurado otorgó sus puntos de la siguiente manera: 1, 2, 4, 6, 8, 10 y 12 puntos a sus siete mejores canciones. Por otro lado, la votación pública se basó en el porcentaje de votos que ha alcanzado cada canción. Por ejemplo, si porcentualmente una propuesta obtenía un 10% del televoto, se le asignaban los puntos calculados del 10% de 473 redondeados a un número entero, esto es 47 puntos. En caso de empate, el voto del público prevalecía sobre el jurado.
Tras su séptimo intento Sanna Nielsen con su canción "Undo" se alzó con la victoria tras obtener la mayor puntuación del televoto y la segunda mayor puntuación del jurado internacional, a solo dos puntos  de  Ace Wilder con su  "Busy Doin' Nothin" en la combinación de las votaciones (212 puntos para la primera y 210 puntos para la segunda); convirtiéndose en uno de los resultados más reñidos en la historia del Melodifestivalen.  
| N.º | Canción                 | Bandera de Dinamarca | Bandera de Estonia | Bandera de Francia | Bandera de Alemania | Bandera de Israel | Bandera de Italia | Bandera de Malta | Bandera de los Países Bajos | Bandera de Rusia | Bandera de España | Bandera del Reino Unido | Jurado Puntos | Televoto/SMS | Televoto/SMS | Televoto/SMS | Total | Posición |
| N.º | Canción                 | Bandera de Dinamarca | Bandera de Estonia | Bandera de Francia | Bandera de Alemania | Bandera de Israel | Bandera de Italia | Bandera de Malta | Bandera de los Países Bajos | Bandera de Rusia | Bandera de España | Bandera del Reino Unido | Jurado Puntos | Votos        | %            | Puntos       | Total | Posición |
| --- | ----------------------- | -------------------- | ------------------ | ------------------ | ------------------- | ----------------- | ----------------- | ---------------- | --------------------------- | ---------------- | ----------------- | ----------------------- | ------------- | ------------ | ------------ | ------------ | ----- | -------- |
| 1   | "Natural"               | -                    | -                  | -                  | -                   | 1                 | -                 | 2                | -                           | -                | 1                 | -                       | 4             | 35.208       | 3,0%         | 14           | 18    | 10       |
| 2   | "Songbird"              | -                    | 4                  | 1                  | 4                   | -                 | 6                 | -                | 10                          | 2                | 2                 | 2                       | 31            | 75.748       | 6,4%         | 30           | 61    | 7        |
| 3   | "Blame It On the Disco" | -                    | -                  | 12                 | 8                   | 8                 | 10                | 6                | 6                           | -                | -                 | 12                      | 62            | 120.654      | 10,1%        | 48           | 110   | 3        |
| 4   | "Yes we can"            | 1                    | -                  | -                  | 1                   | -                 | 4                 | 8                | -                           | 4                | 6                 | 8                       | 32            | 52.844       | 4,3%         | 21           | 53    | 8        |
| 5   | "Bröder"                | 2                    | 12                 | 6                  | 12                  | 2                 | 0                 | 0                | 1                           | 10               | 0                 | 1                       | 46            | 93.974       | 7,9%         | 37           | 83    | 5        |
| 6   | "Survivor"              | 8                    | 2                  | 4                  | 6                   | 6                 | 2                 | 12               | 2                           | 1                | 10                | 4                       | 57            | 67.336       | 5,6%         | 27           | 84    | 4        |
| 7   | "To the End"            | 10                   | 8                  | 2                  | -                   | 4                 | 1                 | 4                | 6                           | -                | 4                 | -                       | 39            | 109.363      | 9,3%         | 43           | 82    | 6        |
| 8   | "Undo"                  | 6                    | 6                  | 10                 | 10                  | 10                | 8                 | 10               | 4                           | 8                | 12                | 6                       | 90            | 307.788      | 25,8%        | 122          | 212   | 1        |
| 9   | "Efter solsken"         | 4                    | 1                  | -                  | 2                   | -                 | -                 | -                | 8                           | -                | -                 | -                       | 15            | 45.614       | 3,8%         | 18           | 33    | 9        |
| 10  | "Busy Doin' Nothin"     | 12                   | 10                 | 8                  | -                   | 12                | 12                | 1                | 12                          | 12               | 8                 | 10                      | 97            | 283.831      | 23.8%        | 113          | 210   | 2        |

### Resultado final
| #  | Artista           | Canción                                              | Texto (t) / Música (m)                                                   | Procedencia                  | Posición |
| -- | ----------------- | ---------------------------------------------------- | ------------------------------------------------------------------------ | ---------------------------- | -------- |
| 1  | Anton Ewald       | "Natural"                                            | John Lundvik                                                             | 4º Semifinal                 | 10       |
| 2  | Ellen Benediktson | "Songbird" (Ruiseñor)                                | Sharon Vaughn, Johan Fransson, Tim Larsson, Tobias Lundgren              | 1º Semifinal                 | 7        |
| 3  | Alcazar           | "Blame It On the Disco" (Échale la culpa a la disco) | Fredrik Kempe, David Kreuger, Hamed "K-One” Pirouzpanah                  | 4º Semifinal                 | 3        |
| 4  | Oscar Zia         | "Yes we can" (Sí podemos)                            | Fredrik Kempe, David Kreuger, Hamed "K-One" Pirouzpanah                  | 3º Semifinal                 | 8        |
| 5  | Linus Svenning    | "Bröder" (Hermanos)                                  | Fredrik Kempe                                                            | 1º Semifinal (Andra chansen) | 5        |
| 6  | Helena Paparizou  | "Survivor" (Superviviente)                           | Bobby Ljunggren, Henrik Wikström, Karl-Ola Kjellholm, Sharon Vaughn      | 1º Semifinal (Andra chansen) | 4        |
| 7  | YOHIO             | "To the End" (Hasta el final)                        | Andreas Johnson, Johan Lyander, Peter Kvint, YOHIO                       | 1º Semifinal                 | 6        |
| 8  | Sanna Nielsen     | "Undo" (Deshaz)                                      | Fredrik Kempe, David Kreuger, Hamed "K-One" Pirouzpanah                  | 2º Semifinal                 | 1        |
| 9  | Panetoz           | "Efter solsken" (Tras la luz del sol)                | Johan Hirvi, Mats Lie Skåre, Nebeyu Baheru, Njol Badjie, Pa Modou Badjie | 2º Semifinal                 | 9        |
| 10 | Ace Wilder        | "Busy Doin' Nothin" (Ocupada sin hacer nada)         | Ace Wilder, Joy Deb, Linnéa Deb                                          | 3º Semifinal                 | 2        |

### Audiencias
| Evento        | Fecha                 | Espectadores | Votos (Telf./SMS) |
| ------------- | --------------------- | ------------ | ----------------- |
| Semifinal 1   | 1 de febrero de 2014  | 3,364,000    | 415,421           |
| Semifinal 2   | 8 de febrero de 2014  | 3,070,000    | 342,567           |
| Semifinal 3   | 15 de febrero de 2014 | 3,020,000    | 258,030           |
| Semifinal 4   | 22 de febrero de 2014 | 3,130,000    | 318,155           |
| Second Chance | 1 de marzo de 2014    | 3,165,000    | 746,752           |
| Final         | 8 de marzo de 2014    | 3,302,000    | 1,192,360         |